# Ślichowice

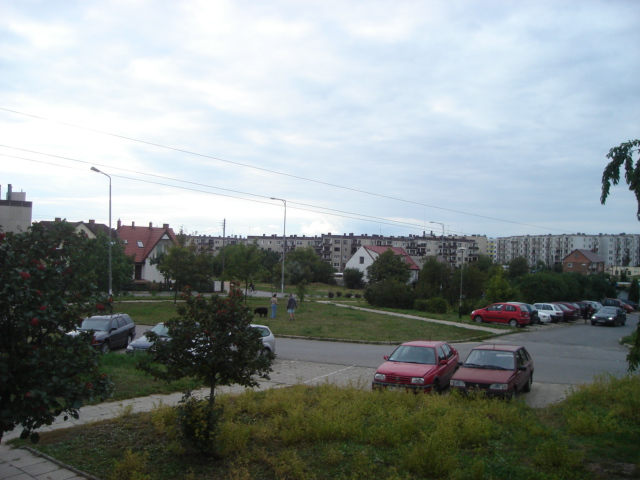
Widok na osiedle z bloku przy ul. Kazimierza Wielkiego

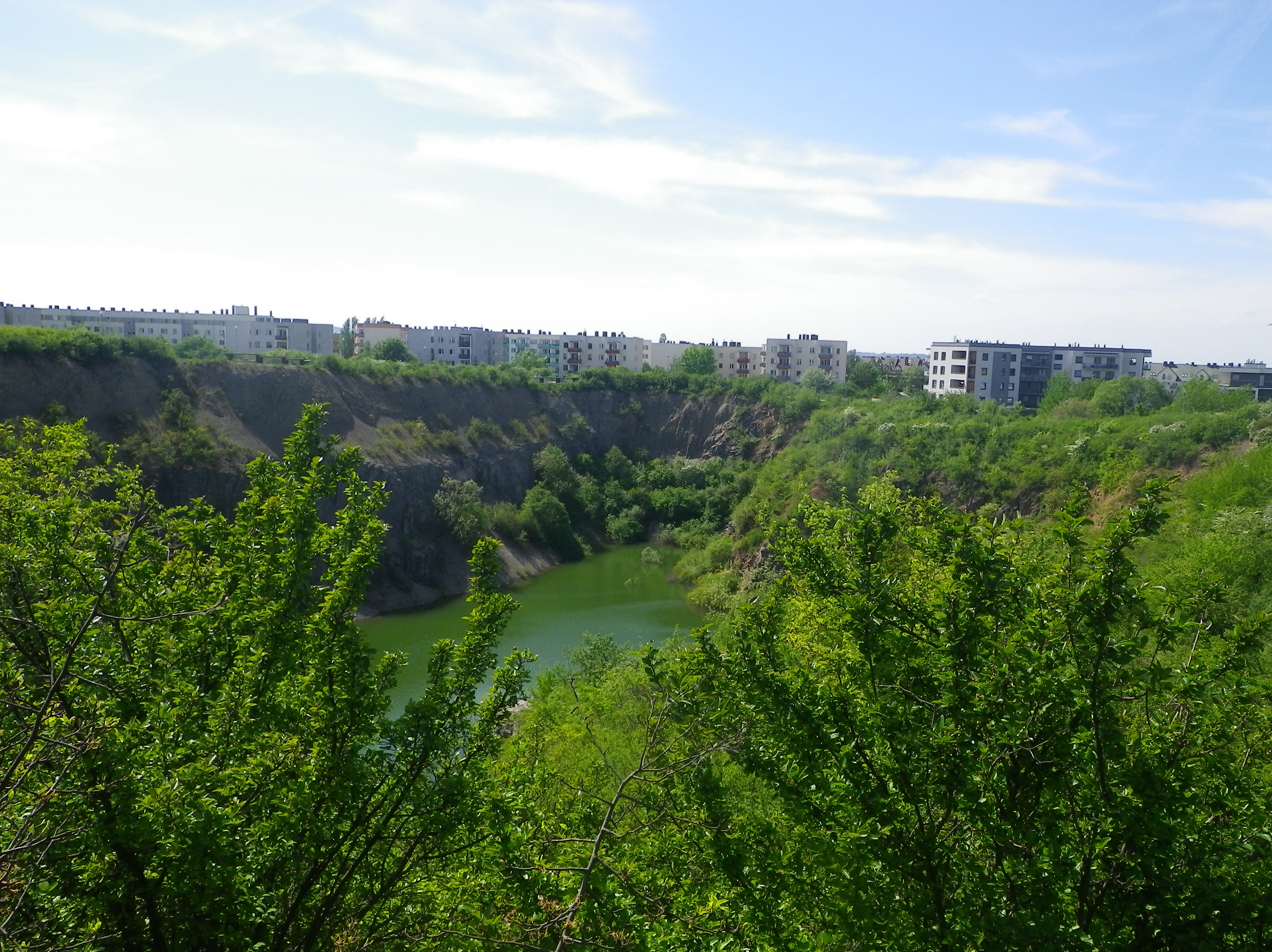
Panorama osiedla znad Rezerwatu im. Jana Czarnockiego

Ślichowice – zachodnia część Kielc, położona u stóp Karczówki, od strony północnej, często uważana za część Czarnowa (była jego częścią dawniej, jeszcze przed wcieleniem w obszar miasta Kielce). Sąsiaduje z Osiedlem pod Dalnią, Gwarkowem, Herbami, Malikowem i Niewachlowem I. Na jej terenie znajduje się Rezerwat Skalny im. Jana Czarnockiego. Zabudowę stanowią osiedla bloków mieszkalnych: os. Pod Dalnią, os. Ślichowice I i os. Ślichowice II. Wokół blokowisk można dostrzec również niewielkie domki jednorodzinne.
Ślichowice mają charakter mieszkalny. Brak jest tutaj zakładów pracy czy siedzib większych firm. W 2006 roku zostało otwarte centrum handlowe Pasaż Świętokrzyski. Istnieją tu przedszkola, szkoła podstawowa nr 25, tor saneczkowy, tor do jazdy rowerowej, basen, centrum tenisowe oraz niedawno rozbudowany kościół pod wezwaniem bł. Jerzego Matulewicza.
Nazwa Ślichowice pochodzi od znajdującej się w pobliżu góry Ślichowicy, z której widać panoramę miasta. Określenie Ślichowica po raz pierwszy pojawiło się w dokumentach w 1818 roku i zostało prawdopodobnie zapożyczone od niemieckiego słowa Schlich oznaczającego manowiec lub ukrytą ścieżkę.

## Komunikacja
Ślichowice posiadają dobrze zorganizowaną komunikację autobusową obsługującą całe osiedle. Pod koniec 2010 roku został oddany do użytku minidworzec komunikacji miejskiej, w którym znajduje się oświetlona i ogrzewana poczekalnia z toaletą. W projekcie budowy budynku znalazł się błąd, gdyż dworzec początkowo nie spełniał swojego zadania – pasażerowie czekali na przyjazd autobusu na oddalonym około 20 metrów przystanku. Korekta krawężników spowodowała przesunięcie przystanku w stronę minidworca.
Dojazd do minidworca zapewniają linie: 8, 26, 27, 29, 46, 102, 108, 112 i N1, natomiast do osiedla można dojechać jeszcze liniami 18 i 25.

## Transport kolejowy
Na wysokości Ślichowic znajduje się stacja kolejowa Kielce Ślichowice (dawniej Kielce Czarnów) leżąca na linii Kielce Główne – Fosowskie. Na północny wschód od osiedla znajduje się duży węzeł kolejowy Kielce Herbskie.